# Стрела улетает в сказку
«Стрела улетает в сказку» — советский рисованный мультфильм, созданный в 1954 году режиссёром-мультипликатором Леонидом Амальриком. Первая его самостоятельная работа.

## Сюжет
Пионер Вова Галкин решил участвовать на состязаниях авиамоделей. Его модель «Комета» почти побеждает. Но модель «Стрела» его друга Коли Пуговкина — с плюшевым мишкой Вовиной сестрёнки на борту — пролетела дальше всех и застряла в заповеднике «Сказка». Чтобы подтвердить рекорд «Стрелы», её нужно найти. Ребята снаряжают экспедицию по поиску «Стрелы». Вовка, как лучший друг Коли, тоже должен пойти на поиски. Но если не найдут «Стрелу», победу одержит модель Вовки. Экспедиция должна пойти на поиски на следующий день.
В ночь перед экспедицией Вовке снится, как он, пойдя было с ребятами на поиски в заповедник «Сказка», схитрил и отстал от них. А потом в самом деле заблудился, но его начинает мучить совесть. Вовка встречается с волшебником Лесником-Лесовиком. Тот ему предлагает: «Захочешь вернуться домой — провожу тебя. А хочешь товарищей найти — помогу и в этом». Вовка выбирает второе. Однако он теряет и волшебный клубок, и шапку-невидимку, которые дал ему Лесник-Лесовик. Но тот второй раз приходит Вовке на помощь и приводит к высокой ели, откуда видно всю «Сказку». Преодолевая страх, Вовка забирается на эту ель, кроме того, побеждает мешавшего ему Филина и… находит «Стрелу». Потом Вовка находит и товарищей, а щенок Бобик находит и приносит им летавшего на «Стреле» игрушечного медвежонка.
Утром, когда ребята стучат Вовке в окно и зовут с ними в экспедицию искать «Стрелу», он сразу, вскочив с кровати, отвечает: «Иду, ребята! Дружба — первое дело!» — на такой оптимистичной ноте мультфильм заканчивается.

## Создатели
| Автор сценария            | Владимир Сутеев |
| Режиссёр                  | Леонид Амальрик |
| Художник-постановщик      | Александр Трусов |
| Эскизы типажей художника  | Владимир Сутеев |
| Художники-мультипликаторы | Надежда Привалова, Владимир Арбеков, Фёдор Хитрук, Борис Бутаков, Татьяна Таранович, Вячеслав Котёночкин, Виктор Лихачёв, Мстислав Купрач, Рената Миренкова, Фаина Епифанова, Борис Меерович, Кирилл Малянтович, Лидия Резцова, Вадим Долгих, Лев Попов, Борис Савков |
| Художники-декораторы      | Ирина Светлица, Вера Валерианова, Вера Роджеро, Константин Малышев |
| Художники-прорисовщики    | Елена Хлудова, Т. Гиршберг |
| Композиторы               | Михаил Старокадомский, Юрий Никольский |
| Оператор                  | Михаил Друян |
| Звукооператор             | Николай Прилуцкий |
| Технический ассистент     | Е. Новосельская |
| Ассистенты художника      | Татьяна Сазонова, Анатолий Савченко |
| Ассистент по монтажу      | А. Фирсова |
| Ассистенты оператора      | Екатерина Ризо, Н. Соколова |

- Создатели приведены по титрам мультфильма.

### Роли озвучивали
| Актёр                    | Роль                            |
| ------------------------ | ------------------------------- |
| Мария Виноградова        | Вова                            |
| Георгий Вицин            | дед Лесник-Лесовик              |
| Юлия Юльская             | Таня, сестра Вовы / щенок Бобик |
| Юрий Хржановский         | медвежонок Топтыгин / филин     |
| Ирина Потоцкая           | мальчик в фуражке               |
| Георгий Милляр           | ворон                           |
| Маргарита Корабельникова | Коля                            |
| Ростислав Плятт          | волк                            |
| Феликс Иванов            | громкоговоритель                |

## Переозвучка
В 2001 году мультфильм был отреставрирован и заново переозвучен компаниями ООО «Студия АС» и ООО «Детский сеанс 1». В новой версии была полностью заменена фонограмма, к переозвучиванию привлечены современные актёры Ирина Маликова (Вова), Татьяна Канаева (Коля / Таня), Жанна Балашова, Владимир Конкин (дед Лесник-Лесовик / волк), Виталий Ованесов (медведь), Борис Токарев (медвежонок Топтыгин), Александр Котов (громкоговоритель), в титрах заменены данные о звукорежиссёре и актёрах озвучивания. Переозвучка была крайне негативно воспринята как большинством телезрителей, так и членами профессионального сообщества. Качество реставрации изображения также иногда подвергается критике.